# 岡崎寛人
岡崎 寛人（おかざき ひろと、1961年4月 - ）は、福島県生まれの空手家（九段）。極真空手道連盟極真館館長。
居合道範士八段、杖道八段、琉球古武道八段、柔道三段、剣道三段、太気拳錬士。

## 来歴
- 1973年 極真会館に入門。
- 1979年 盧山道場内弟子。
- 極真会館福島県支部長を歴任し、2002年12月、極真会館退会。極真館副本部長就任。
- 2022年4月17日、極真奨学会・梅田嘉明理事長より極真館館長（二代目）に任命される[1]。